# Beautiful (canção de Bazzi)
"Beautiful" é uma canção do cantor americano Bazzi, que foi inicialmente lançada digitalmente em 2 de julho de 2017.  A música foi posteriormente apresentada como a 14ª faixa do álbum Cosmic , que foi lançado em 12 de abril de 2018. A versão em dueto com a cantora cubana-mexicana Camila Cabello, foi lançada em 2 de agosto de 2018, servindo como o segundo single de rádio do álbum Cosmic. A versão em dueto atingiu o número 26 na Billboard Hot 100, 33 no Reino Unido e 35 no Canadá.  Internacionalmente, a música chegou ao número 2 na Malásia e Nova Zelândia, 3 no Líbano e em Cingapura, 4 na Bélgica e na Romênia, e vários lugares no Top 20 e Top 40.

## Faixas e formatos
| Download digital |                                  |         |  |
| N.º              | Título                           | Duração |  |
| 1.               | "Beautiful" (com Camila Cabello) | 3:00    |  |

| Streaming – Hook n Sling remix |                                  |         |  |
| N.º                            | Título                           | Duração |  |
| 1.                             | "Beautiful" (com Camila Cabello) | 2:51    |  |

| Streaming – Pastel remix |                                  |         |  |
| N.º                      | Título                           | Duração |  |
| 1.                       | "Beautiful" (com Camila Cabello) | 2:54    |  |

| Streaming – DJ EDX remix |                                  |         |  |
| N.º                      | Título                           | Duração |  |
| 1.                       | "Beautiful" (com Camila Cabello) | 3:07    |  |

| Streaming – Jerome Price remix |                                  |         |  |
| N.º                            | Título                           | Duração |  |
| 1.                             | "Beautiful" (com Camila Cabello) | 3:26    |  |

## Créditos e equipe
Créditos adaptados do Tidal.
Equipe
- Bazzi – vocais, composição, produção
- Camila Cabello – vocais, composição
- Rice N’ Peas – produção, mixagem
- Chris Gehringer – produção
- Louis Bell – engenharia de gravação
- Kevin White – engenharia de gravação
- Robin Florent – engenharia de gravação
- Scott Desmarais – engenharia de gravação
- Aubry "Big Juice" Delaine – engenharia de gravação
- Chris Galland – engenharia de mixagem

## Video musical
O videoclipe de "Beautiful", com Cabello, foi lançado em 15 de outubro de 2018, dirigido por Jason Koenig.

## Desempenho nas tabelas musicais

### Tabelas musicais da semana
| Tabela musical (2018–19)              | Melhor posição |
| ------------------------------------- | -------------- |
| Alemanha (Media Control Charts)       | 79             |
| Bélgica (Ultratop 50 de Flandres)     | 20             |
| Bélgica (Ultratop 40 de Valônia)      | 35             |
| Escócia (The Official Charts Company) | 57             |
| Eslováquia (Rádio Top 100)            | 43             |
| Eslováquia (Singles Digitál Top 100)  | 37             |
| Estados Unidos (Billboard 100)        | 26             |
| Estados Unidos (Adult Top 40)         | 39             |
| Estados Unidos (Mainstream Top 40)    | 7              |
| Estados Unidos (Rhythmic Songs)       | 29             |
| Estados Unidos (Dance Club Songs)     | 53             |
| Grécia (IFPI Grécia)                  | 24             |
| Hungria (Stream Top 40)               | 36             |
| Irlanda (IRMA)                        | 19             |
| Líbano (Lebanese Top 20)              | 3              |
| Malásia (RIM)                         | 2              |
| Noruega (VG-lista)                    | 18             |
| Nova Zelândia (RMNZ)                  | 23             |
| Países Baixos (Single Top 100)        | 73             |
| Portugal (AFP)                        | 20             |
| Reino Unido (UK Singles Chart)        | 33             |
| República Checa (Rádio Top 100)       | 45             |
| Romênia (Airplay 100)                 | 15             |
| Romênia (Romania Radio Airplay)       | 4              |
| Singapura (RIAS)                      | 3              |
| Suécia (Sverigetopplistan)            | 60             |

| Tabela musical (2018)              | Melhor posição |
| ---------------------------------- | -------------- |
| Austrália (ARIA)                   | 94             |
| Romênia (Airplay 100) Versão dueto | 87             |
| Tabela musical (2019)              | Melhor posição |
| Estados Unidos (Billboard Hot 100) | 95             |
| Estados Unidos (Mainstream Top 40) | 36             |

## Certificações
| Região | Certificação | Vendas/distribuição |
| --- | ------------ | ------------------- |
| Noruega (IFPI Noruega) | Ouro         | 2,000,000‡          |
| Nova Zelândia (RMNZ) | Ouro         | 15,000^             |
| Reino Unido (BPI) | Prata        | 200,000‡            |
| Estados Unidos (RIAA) | 3x Platina   | 3,000,000‡          |
| *vendas baseadas apenas na certificação ^distribuições baseadas apenas na certificação ‡vendas+valores de streaming baseados apenas na certificação |              |                     |

## Histórico de lançamentos
| Região | Encontro              | Formato                        | Versão | Rótulo                     | Ref.   |
| ------ | --------------------- | ------------------------------ | ------ | -------------------------- | ------ |
| Vários | 2 de julho de 2017    | Download digital streaming     | Solo   | iamcosmic Atlantic Records | [ 39 ] |
| Vários | 2 de agosto de 2018   | Download digital streaming     | Dueto  | iamcosmic Atlantic Records | [ 1 ]  |
| Itália | 19 de outubro de 2018 | Rádio de sucesso contemporâneo | Dueto  | Warner Music               | [ 40 ] |